# Damso

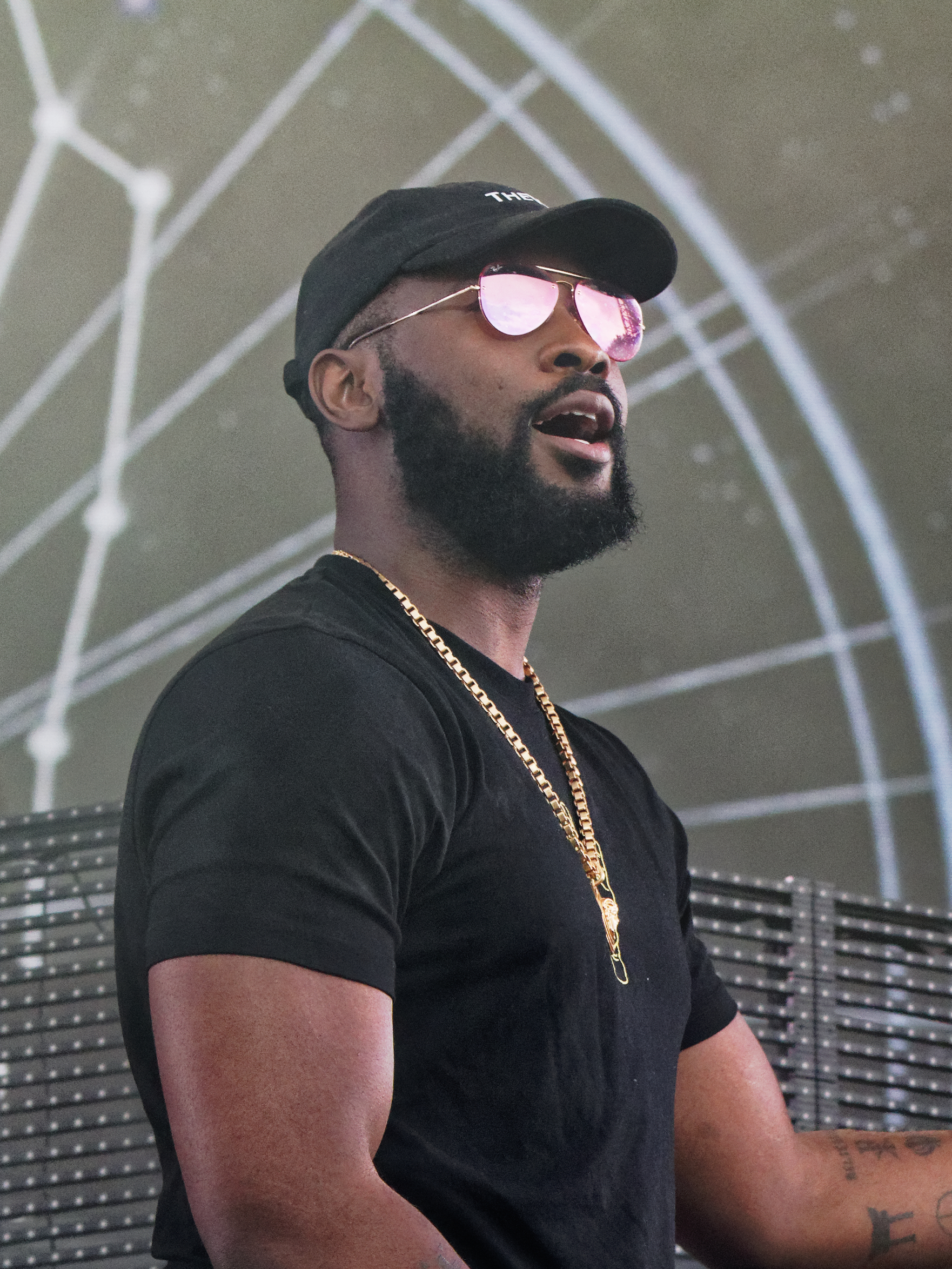
Damso (2018)

Damso (* 10. Mai 1992 in Kinshasa; bürgerlich William Kalubi) ist ein belgisch-kongolesischer Rapper, Sänger und Songwriter.

## Leben
William Kalubi wurde in Kinshasa, der Hauptstadt der Demokratischen Republik Kongo geboren, wo er bis zu seinem neunten Lebensjahr aufwuchs. Mit neun flüchtete seine Familie während des Zweiten Kongokriegs nach Europa und ließ sich in Belgien nieder. Im Brüsseler Stadtteil Matongé fand er seinen Lebensmittelpunkt. In seiner Jugend lernte er Gitarre, seine älteren Geschwister spielten ihm Rap vor. Mit 13 begann er selbst zu rappen. Sein größter Einfluss wurde 2Pac. Mit 14 Jahren hatte er seine ersten Auftritte auf lokalen Bühnen. zusammen mit seinem Freund Dolfa gründete er das Kollektiv OPG, dem bald weitere Rapper angehörten.
Nach seinem Schulabschluss studierte er zunächst Marketing und Psychologie, brach das Studium aber zu Gunsten seiner musikalischen Karriere ab. Dies verärgerte seine Eltern, die ihm jegliche Unterstützung strichen.
2014 erschien sein erstes Mixtape La salle d'attente als Free Download und über Soundcloud. Am 24. September 2014 folgte das Crew-Mixtape MMMXIII. 2015 veröffentlichte er seinen Track Poséidon auf einem Mixtape des französischen Rappers Booba, das letztlich zu seinem Durchbruch führte. Zusammen mit Booba und Gato da Bato ging er auf Tour und Universal Records nahm ihn unter Vertrag. 2016 folgte sein Debütalbum Batterie faible, das in Frankreich ein Top-Ten-Hit wurde.
2017 folgte Ipséité, das Platz 1 der französischen und belgischen (Wallonie) Charts erreichte. 2018 folgte Lithopédion, das ebenfalls Platz 1 in den belgischen und französischen und erstmals auch in den Schweizer Charts erreichte.

## Kontroverse
Ursprünglich sollte sein Song Humains als offizielle Hymne für die Fußball-Weltmeisterschaft 2018 in Russland verwendet werden, doch der belgische Frauenrat sowie einige Sponsoren, darunter Coca-Cola, Proximus und Adidas legten Protest ein, da der Rapper in seinen Texten „gegenüber Frauen Verachtung, Missbrauchs- und Gewaltphantasien [...] in einem Ausmaß, das, offen gesagt, erstaunlich ist“ an den Tag legen würde. Universal Records sowie der Rapper äußerten sich nicht zu den Vorwürfen. Die belgische Nationalmannschaft fuhr dann ohne offizielle Hymne nach Russland.

## Diskografie
Studioalben

| Jahr | Titel Musiklabel                                                         | Höchstplatzierung, Gesamtwochen, AuszeichnungChartplatzierungen (Jahr, Titel, Musiklabel, Platzierungen, Wochen, Auszeichnungen, Anmerkungen) | Höchstplatzierung, Gesamtwochen, AuszeichnungChartplatzierungen (Jahr, Titel, Musiklabel, Platzierungen, Wochen, Auszeichnungen, Anmerkungen) | Höchstplatzierung, Gesamtwochen, AuszeichnungChartplatzierungen (Jahr, Titel, Musiklabel, Platzierungen, Wochen, Auszeichnungen, Anmerkungen) | Höchstplatzierung, Gesamtwochen, AuszeichnungChartplatzierungen (Jahr, Titel, Musiklabel, Platzierungen, Wochen, Auszeichnungen, Anmerkungen) | Anmerkungen                                                  | [↑]: gemeinsam behandelt mit vorhergehendem Eintrag; [←]: in beiden Charts platziert |
| Jahr | Titel Musiklabel                                                         | BEW | BEF | FR | CH | Anmerkungen                                                  |                                                                                      |
| ---- | ------------------------------------------------------------------------ | --- | --- | --- | --- | ------------------------------------------------------------ | ------------------------------------------------------------------------------------ |
| 2016 | Batterie faible 92i / Capitol Records (UMG)                              | BEW2 Platin · (… Wo.)BEW | BEF195 (1 Wo.)BEF | FR8 ×3Dreifachplatin · (85 Wo.)FR | CH19 (3 Wo.)CH | Erstveröffentlichung: 8. Juli 2016 Verkäufe: + 320.000       |                                                                                      |
| 2017 | Ipséité 92i / Capitol Records (UMG)                                      | BEW1 ×3Dreifachplatin · (… Wo.)BEW | BEF73 (46 Wo.)BEF | FR1 ×2Doppeldiamant · (106 Wo.)FR | CH5 (65 Wo.)CH | Erstveröffentlichung: 28. April 2017 Verkäufe: + 1.060.000   |                                                                                      |
| 2018 | Lithopédion 92i / Capitol Records (UMG)                                  | BEW1 ×2Doppelplatin · (… Wo.)BEW | BEF11 (10 Wo.)BEF | FR1 Diamant · (126 Wo.)FR | CH1 (9 Wo.)CH | Erstveröffentlichung: 15. Juni 2018 Verkäufe: + 540.000      |                                                                                      |
| 2020 | QALF Trente-quatre Centimes (UMG)                                        | BEW1 ×3Dreifachplatin · (… Wo.)BEW | BEF2 (35 Wo.)BEF | FR1 Diamant · (… Wo.)FR | CH3 (57 Wo.)CH | Erstveröffentlichung: 18. September 2020 Verkäufe: + 560.000 |                                                                                      |
| 2021 | QALF Infinity Trente-quatre Centimes (UMG)[BEW: ↑][BEF: ↑][FR: ↑][CH: ↑] | BEW1 ×3Dreifachplatin · (… Wo.)BEW | BEF2 (35 Wo.)BEF | FR1 Diamant · (… Wo.)FR | CH3 (57 Wo.)CH | Erstveröffentlichung: 28. April 2021                         |                                                                                      |
| 2024 | Vieux sons Trente-quatre Centimes (UMG)                                  | BEW2 (12 Wo.)BEW | BEF133 (1 Wo.)BEF | FR13 (6 Wo.)FR | CH16 (1 Wo.)CH | Erstveröffentlichung: 28. August 2024                        |                                                                                      |
| 2024 | J’ai menti Trente-quatre Centimes (UMG)                                  | BEW1 (… Wo.)BEW | BEF15 (… Wo.)BEF | FR2 Gold · (… Wo.)FR | CH2 (8 Wo.)CH | Erstveröffentlichung: 15. November 2024 Verkäufe: + 50.000   |                                                                                      |
| 2025 | Beyah Trente-quatre Centimes (UMG)                                       | BEW1 (… Wo.)BEW | BEF1 (… Wo.)BEF | FR1 Platin · (… Wo.)FR | CH2 (… Wo.)CH | Erstveröffentlichung: 30. Mai 2025 Verkäufe: + 100.000       |                                                                                      |